# كولو توريه
كولو حبيب توريه (بالفرنسية: Kolo Abib Touré)‏ (من مواليد 19 مارس 1981 بمدينة بواكي في ساحل العاج) هو لاعب كرة قدم عاجي سابق يجيد اللعب في مركز الدفاع.
بدأ مسيرته الكروية مع نادي آرسنال الإنجليزي، ولعب معهم حتى عام 2009 ثم انتقل إلى مانشستر سيتي الإنجليزي صيف 2009/2010 وكان كابتن فريقه الملقب بـ (السيتيزن) أو (المواطنون) ويحمل الرقم 28 , ثم انقل إلى ليفربول في صفقة انتقال حر بعد انتهاء عقده مع فريق مانشستر سيتي في الأول من يوليو 2013 ويمتد عقده مع ليفربول لسنتين.
حبيب كولو توريه يلقب بـ (king kolo) أو (الملك كولو)، يمتاز بالقوة البدنية الرهيبة والارتقاءات العالية، وصفة نادرا ما تجدها في قلوب الدفاع وهي: (السرعة الكبيرة وردة الفعل السريعة).
يمتاز هذا اللاعب بقياديته وأخلاقه العالية داخل وخارج الملعب ولذلك تم تعيينه قائدا لفريق مانشستر سيتي منذ انتقاله إليه.
و قد بدأ باللعب مع منتخب ساحل العاج لكرة القدم في عام 2000، ديانة اللاعب مسلم محافظ على أداء الصلوات، أعطي هو وزملائه اللاعبين المسلمين في فريق ارسنال، جدول خاص لأداء التمارين والنظام الغذائي في شهر رمضان احتراما لعقيدتهم الإسلامية من قبل مدرب الفريق الفرنسي ارسين فينجر. وقد انتقل في صيف عام 2009 لـنادي مآنشستر سيتي ولم يتم الذكر عن قيمة الصفقة وقيل انها وصلت لـ 15 مليون جنيه استرليني.
وبعد انتهاء عقده مع فريق السيتي عام 2013 انتقل كولو إلى فريق ليفربول الإنجليزي، وهو يلعب معهم حتى الآن.

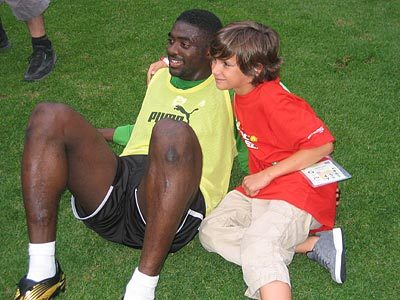
توريه مع أحد معجبيه

## روابط خارجية
- كولو توريه على موقع الاتحاد الدولي (مؤرشف)  (الإنجليزية)
- كولو توريه على موقع الاتحاد الأوربي (الإنجليزية)
- كولو توريه على موقع قاعدة بيانات كرة القدم.إي يو (الإنجليزية)
- كولو توريه على موقع ليكيب (الفرنسية)
- كولو توريه على موقع ناشيونال فوتبول تيمز (الإنجليزية)
- كولو توريه على موقع Soccerbase.com (لاعب) (الإنجليزية)
- كولو توريه على موقع Soccerway.com (الإنجليزية)
- كولو توريه على موقع عالم كرة القدم.نت (الإنجليزية)
- كولو توريه على موقع AS.com (الإسبانية)